# Долинка (Уманський район)
Доли́нка (до 1946 року — Яцковиця)— село в Україні, у Монастирищенській міській громаді Уманського району Черкаської області. Розташоване на обох берегах річки Юшка (притока Гірського Тікичу) за 20 км на північ від міста Монастирище. Населення становить 680 осіб.

## Історія
Яцьковиця, село по струмку Юшці, недалеко від впадіння цього струмка в річку Тікич. Від м. Лукашівка та від села Івахни в 3-х верстах. Жителів обох статей 539; понад те тимчасово живуть: розкольників 5, римлян 8, євреїв 5. Належить пану Вержбицькому. Церква св. Іоанна Богослова, дерев"яна, за штатом відносилася до 7-го класу, землі мала 36 десятин, побудована у 1784 році //Сказания о населенных местностях Киевской губернии или Статистические, исторические и церковные заметки о всех деревнях, селах, местечках и городах, у пределах губернии находящихся / Собрал Л. Похилевич. - Біла Церква: Видавець О.В.Пшонківський, 2005. - с.269.
7 червня 1946 р. село Яцковиця Монастирищенського району Вінницької області отримало назву Долинка і Яцьковицьку сільську раду перейменовано на  Долинківську.
У вересні 2017 року в Долинці освячено храм УПЦ КП на честь апостола і євангелиста Іоана Богослова.

## Відомі люди
- Мукомела Олександр Гнатович — український журналіст, історик.

## Галерея

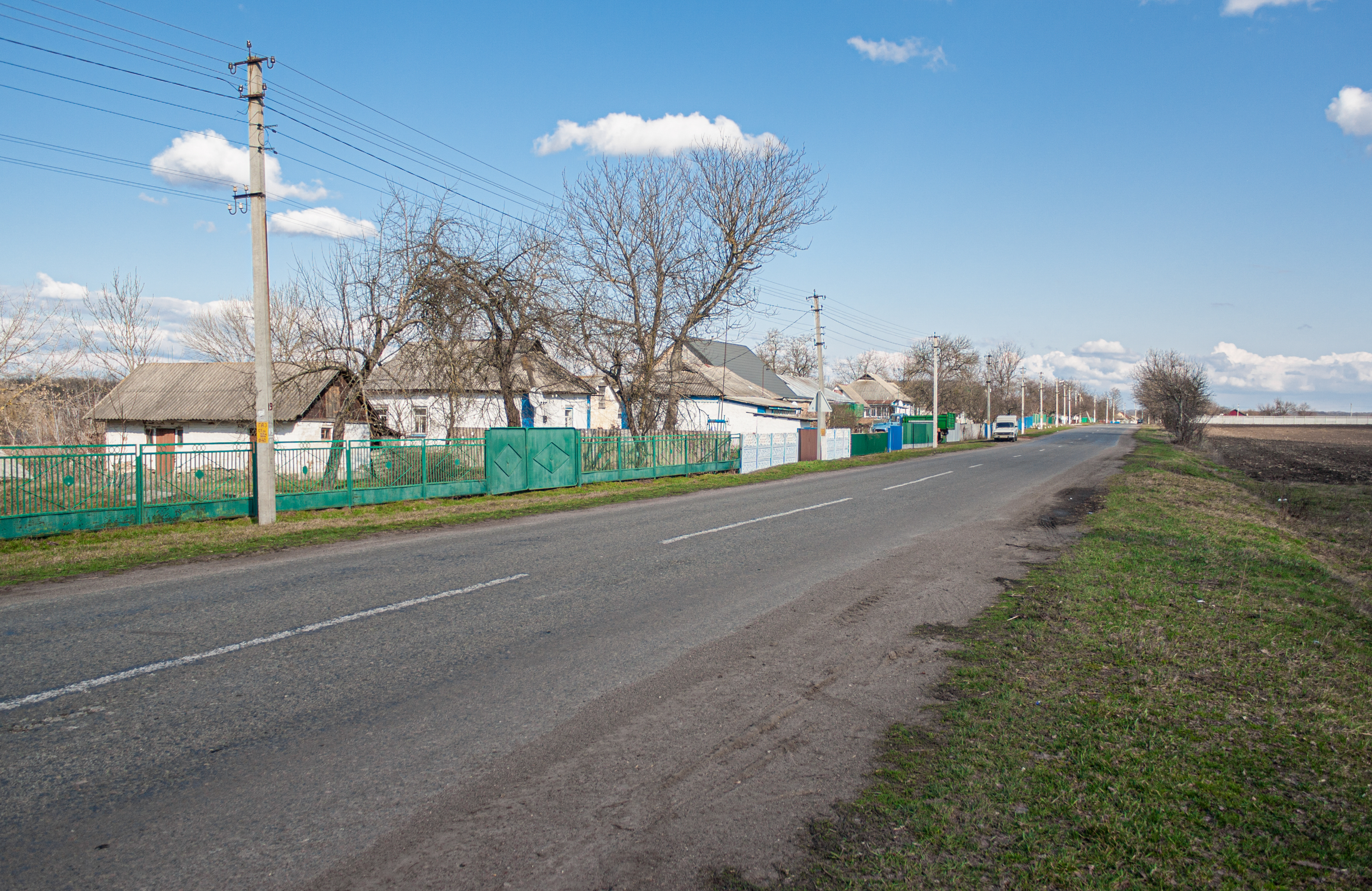
Вулиця Миру
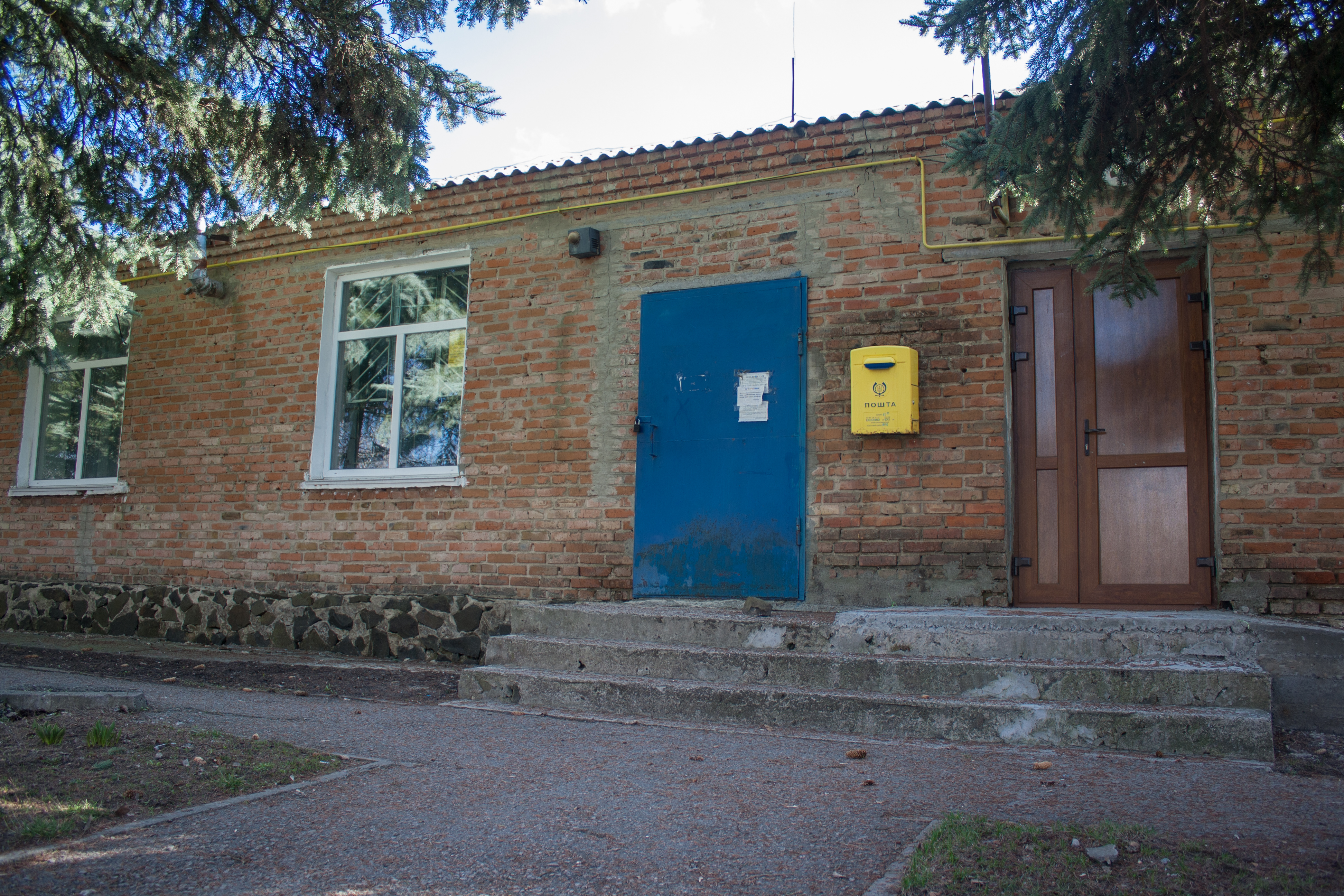
Сільська рада і пошта
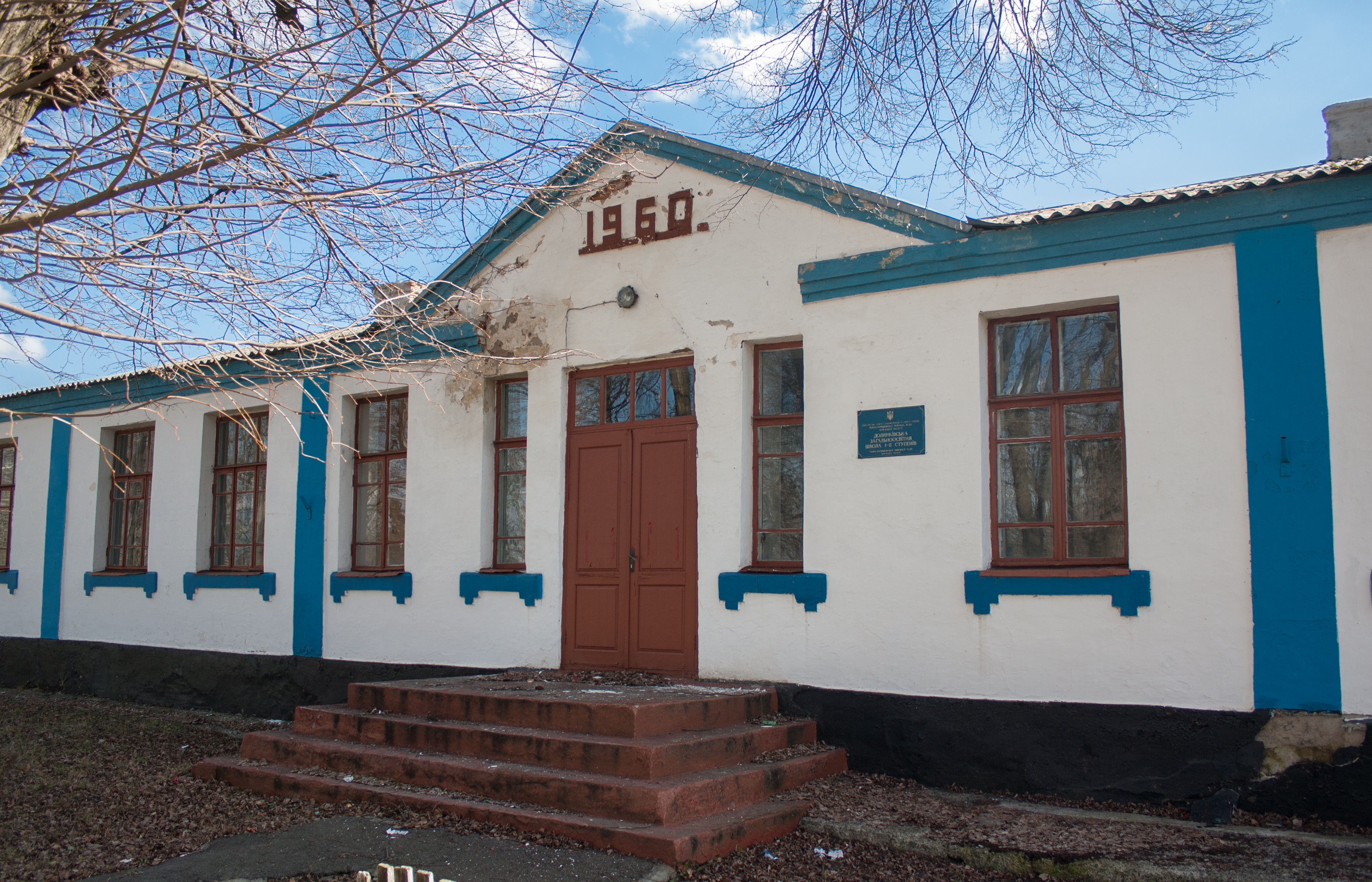
Школа
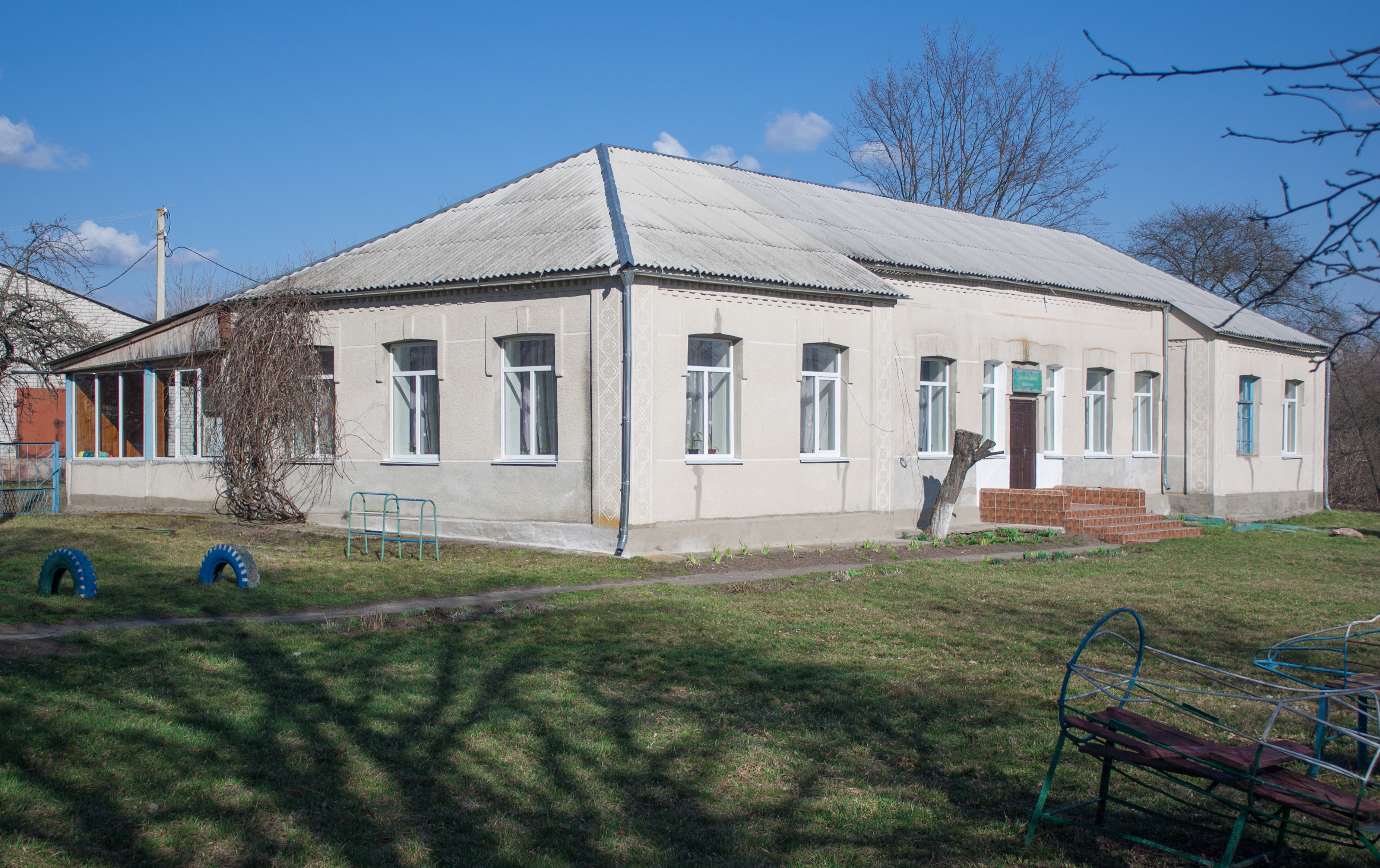
Дитсадок
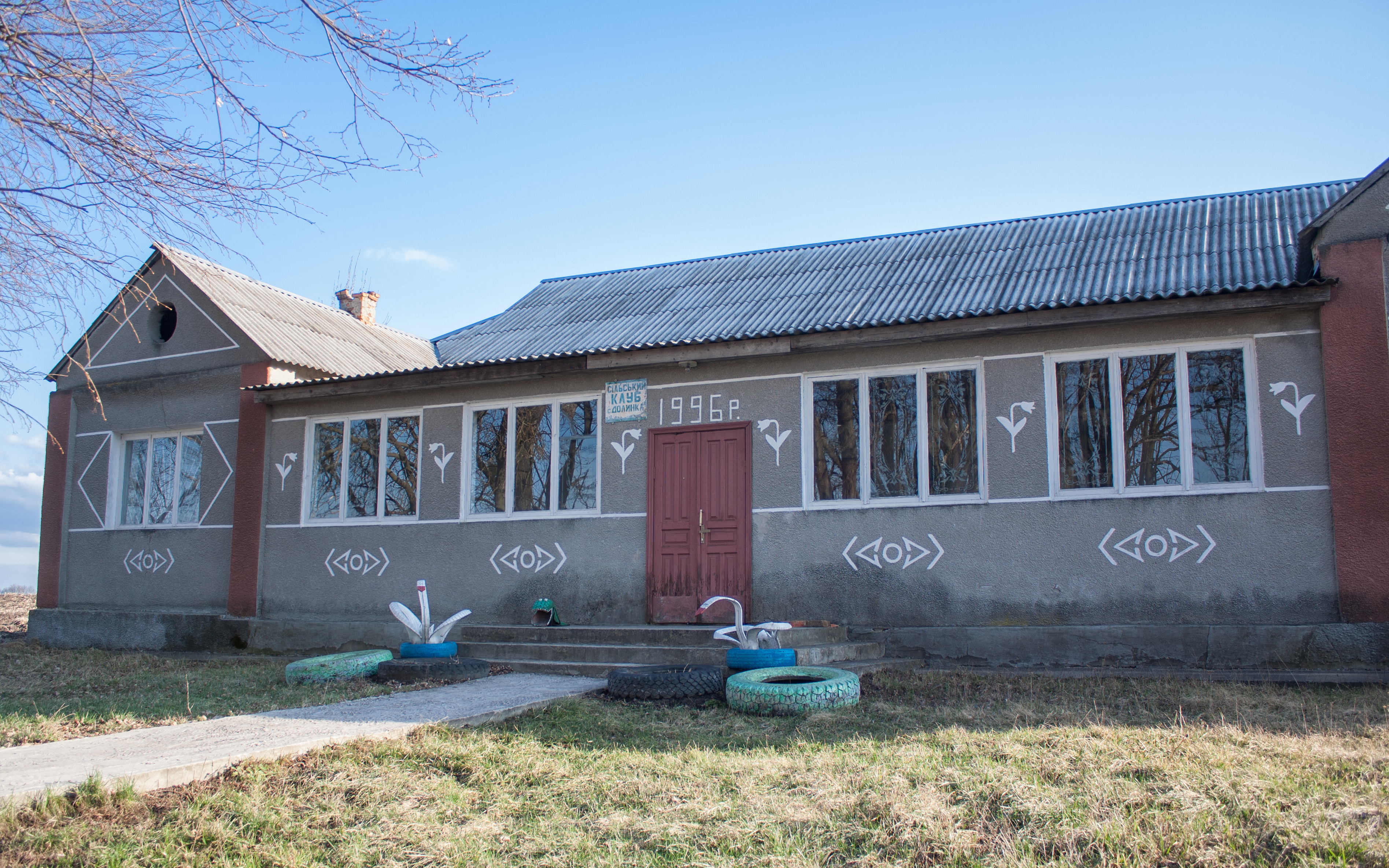
Будинок культури
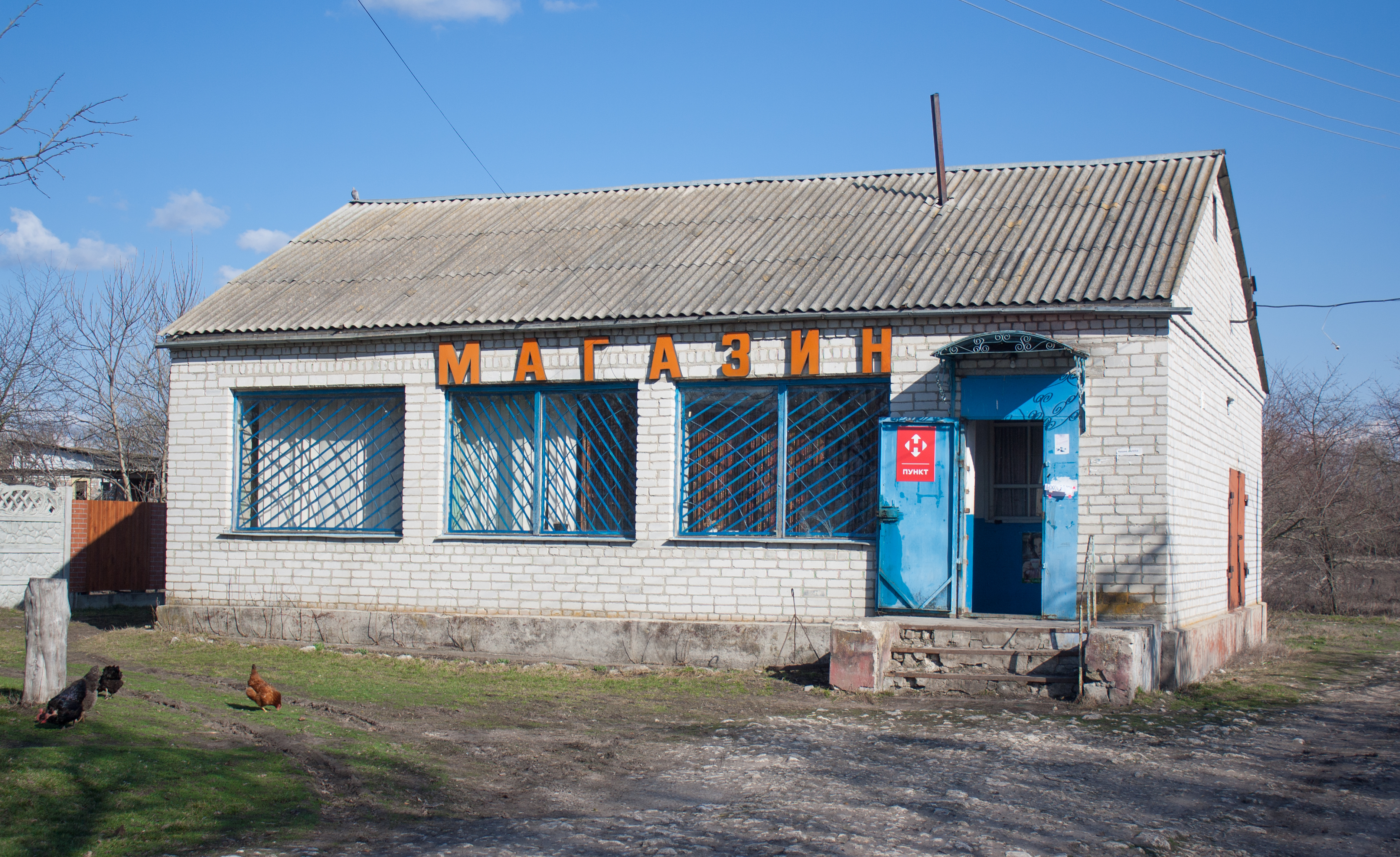
Магазин
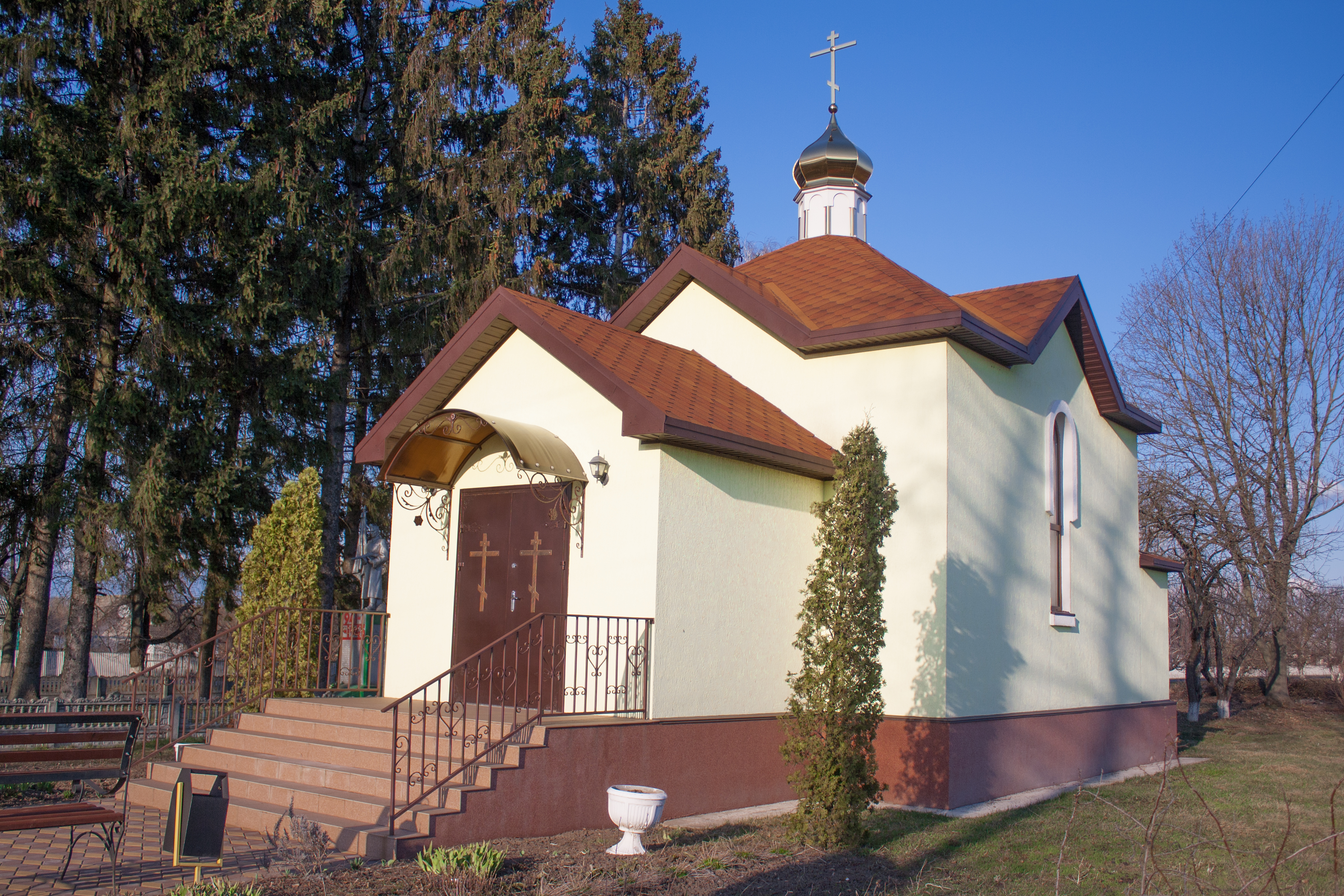
Церква
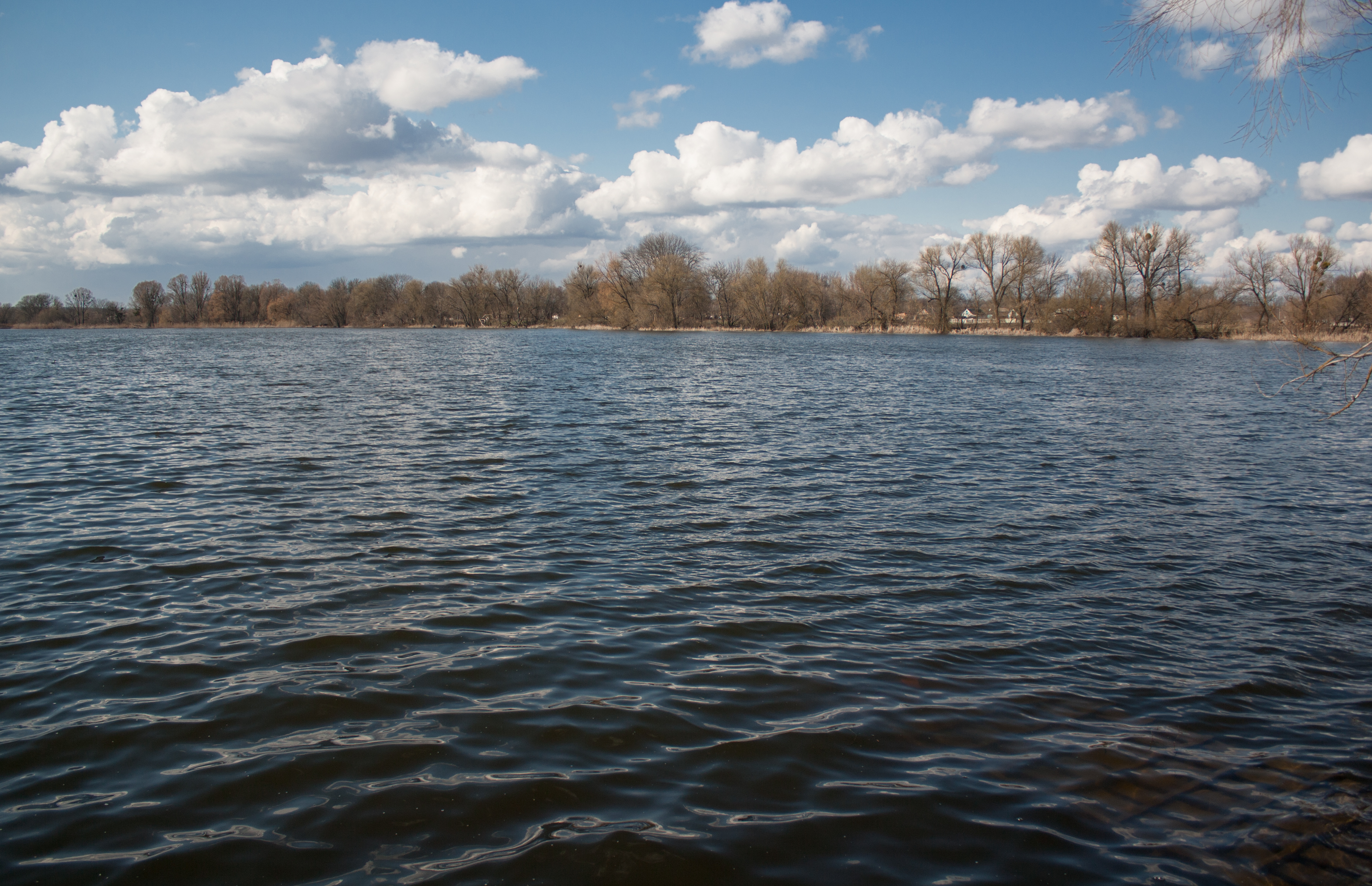
Ставок на річці Юшка
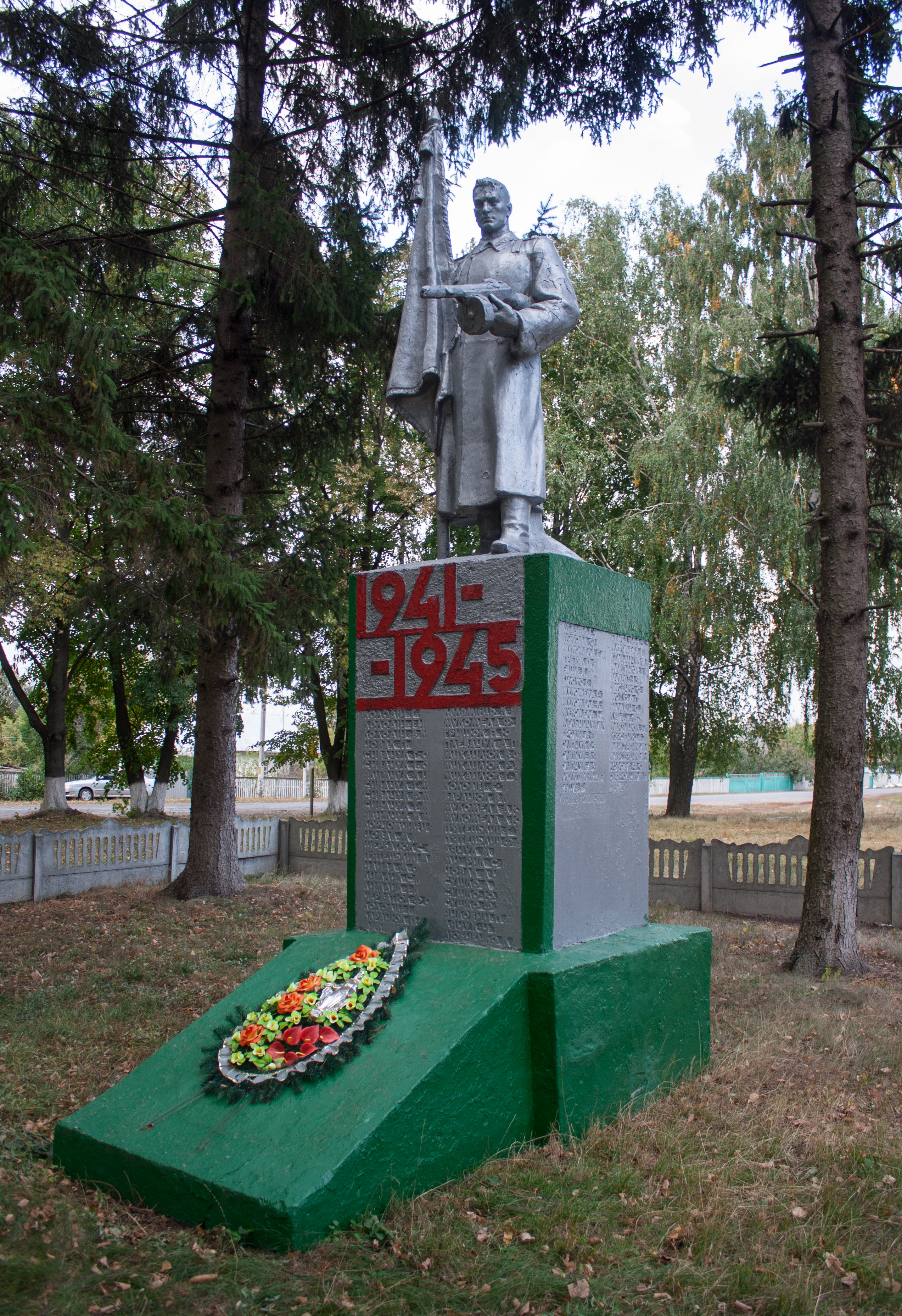
Пам'ятник воїнам-односельцям
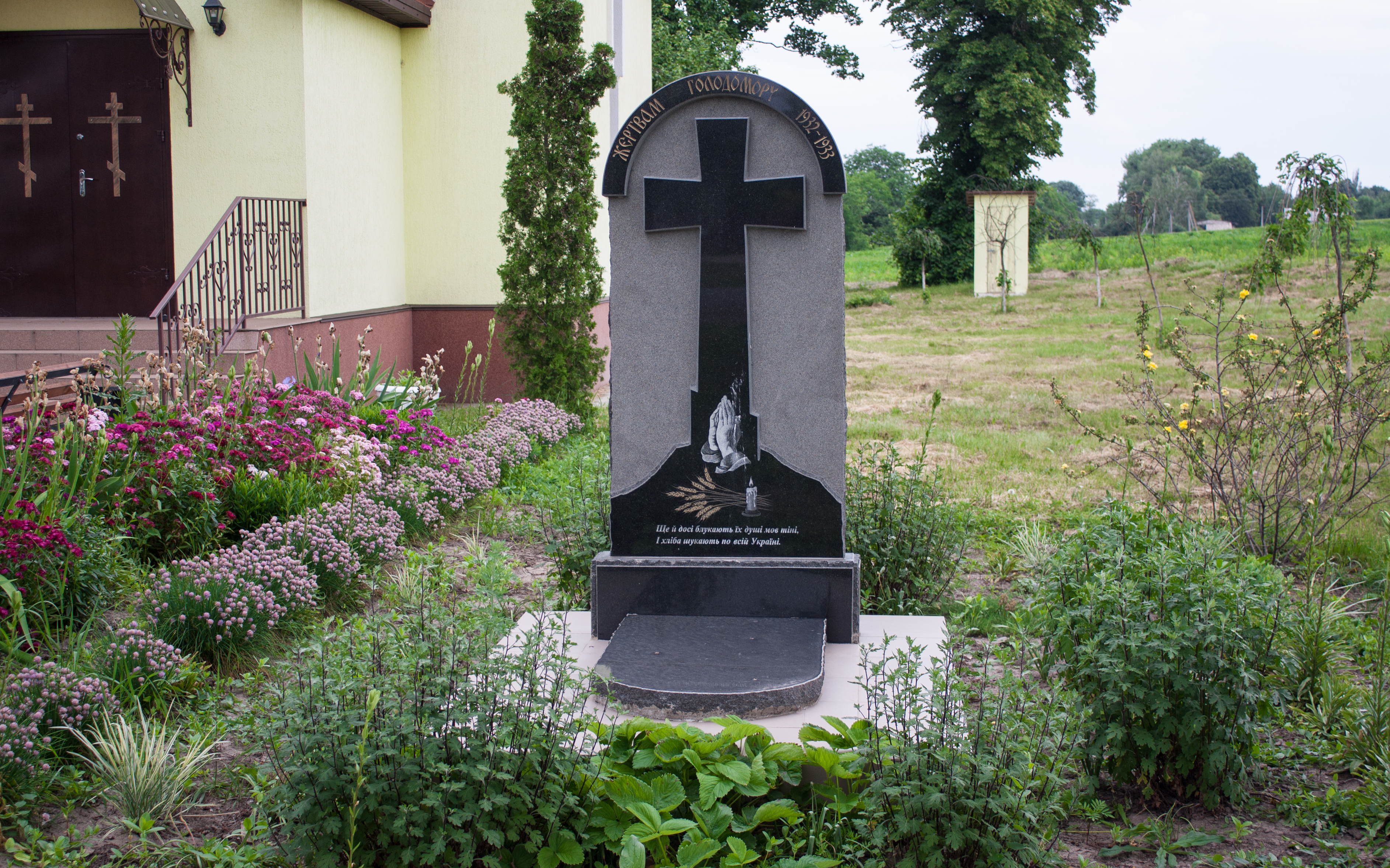
Пам'ятний знак жертвам Голодомору